# M-30
La M-30 es una vía de circunvalación, con características de autopista salvo un tramo al norte denominado «avenida de la Ilustración», que rodea el almendra central de Madrid, capital de España.
Tiene una longitud de 32,5 km con un radio medio de 5,17 km con respecto a la Puerta del Sol y una intensidad de circulación media de 304 423 vehículos diarios, lo que la convierte en la vía más transitada de España. Tiene la particularidad de que es la única autopista española de la que es titular un ayuntamiento.

## Recorrido
La M-30 discurre íntegramente por el municipio de Madrid, rodeando sus distritos centrales, y en su recorrido enlaza con las principales carreteras nacionales radiales, que nacen en Madrid, así como con otras autovías (A-42, M-607, M-11, M-500) y con numerosas calles interiores.
Tiene una forma semejante a la de un diamante, con tres sectores claramente diferenciados, que responden a su evolución histórica:
- El sector este, o avenida de la Paz, que discurre en sentido norte-sur desde el comienzo de la carretera de Burgos (A-1) hasta el Nudo Sur, comienzo de la A-4. El trazado de este sector se realiza en superficie, con amplias vías de servicio que canalizan los enlaces de la autopista (como el Puente de Ventas).
- El sector oeste, que sigue el curso del río Manzanares en sentido sur-norte desde el Nudo Sur, hasta el enlace de El Pardo. El trazado ha sido completamente soterrado desde el Nudo Sur hasta el enlace con la A-5 (km. 19), dejando en la superficie una amplia zona cruzada por el río que ha sido ajardinada por el Ayuntamiento (parque Madrid Río).
- El sector norte, o avenida de la Ilustración, desde el enlace de El Pardo hasta el nudo de Manoteras (donde enlaza con la M-607, la A-1, la M-11 y el paseo de la Castellana). En los sectores más próximos al enlace de El Pardo discurre, todavía con características de autopista, en trinchera, mientras que, en la zona más próxima al nudo de Manoteras, se transforma en una avenida con semáforos.

Existe por otra parte, un enlace de conexión directa ("by-pass sur") entre el sector este y el oeste que evita el paso por el Nudo Sur de los tráficos que quieran rodear el casco urbano sin abandonar la autopista. Dicho enlace es subterráneo en su totalidad y discurre por debajo de zonas del centro urbano (fue abierto mediante tuneladoras).
La vía transcurre junto a algunos hitos de la ciudad, como la torre de comunicaciones Torrespaña (conocida como «el Pirulí»); el popularmente conocido como «Ruedo de la M-30» —un edificio de pisos de realojo, situado en Moratalaz, obra del arquitecto Francisco Javier Sáenz de Oiza—; la mezquita de la M-30; el Tanatorio de la M-30 o el estadio Vicente Calderón, en este caso bajo sus gradas, si bien dicho estadio fue demolido en su totalidad. En el nudo de La Paloma, en el kilómetro 3, se alza una obra escultórica.

## Limitación de velocidad
A pesar de que el límite genérico en España para autopistas que discurren por poblado es de 80 kilómetros por hora, la intensidad del tráfico que soporta, la abundancia de entradas y salidas a la vía y el hecho de que una parte de su recorrido se haga de forma subterránea, han llevado al establecimiento de límites de velocidad distintos. Su límite genérico es de 90 kilómetros por hora en los tramos en superficie, de 70 kilómetros por hora en los tramos en túnel y de 50 en el tramo norte o avenida de la Ilustración.

## Nomenclatura

Situación del recorrido de la M-30 en el mapa de distritos del municipio de Madrid. La línea azul es el río Manzanares

La autopista se designó como M-30 por tratarse del teórico tercer cinturón de circunvalación de Madrid.
El primer cinturón estaría formado por las calles que siguen el antiguo trazado de la cerca de Felipe IV que antiguamente circundó la ciudad: parte baja de la cuesta de la Vega, ronda de Segovia, puerta de Toledo, ronda de Toledo, glorieta de Embajadores, ronda de Valencia, ronda de Atocha, glorieta de Atocha, tapia exterior del Retiro (actualmente, avenida de Menéndez Pelayo, el primer tramo de la calle de O'Donnell y la calle de Alcalá), paseo de Recoletos hasta la actual plaza Colón, y los «bulevares», calle de Génova, calle de Sagasta y calle de Carranza). Con la construcción del Viaducto, la prolongación de la calle Bailén y su unión con la gran vía de San Francisco, a la vez que la construcción de los dos últimos bulevares ya en el siglo XX (calle de Alberto Aguilera y paseo del Marqués de Urquijo), quedaba el cinturón cerrado por el oeste.
El segundo cinturón estaría formado por las «rondas»: avenida de la Reina Victoria, calle de Raimundo Fernández Villaverde, calle de Joaquín Costa, calle de Francisco Silvela, calle del Doctor Esquerdo y calle de Pedro Bosch.
Al tratarse de una vía con características de autopista, el indicador de la vía está formado por letras blancas sobre fondo azul.

## Historia

### Construcción
Ya desde 1929, con el Plan Zuazo-Jansen, presentado al Concurso Internacional para la elaboración de un Anteproyecto de Trazado Viario y Urbanización de Madrid, se proyectó crear un tercer anillo de circunvalación en torno a la ciudad, si bien no existió un proyecto oficial hasta el Plan General de Ordenación Urbana de la ciudad (Plan Bidagor) de 1941, aprobado en 1946. El Plan Bidagor se basa en los estudios anteriores a la guerra civil española y prevé la construcción de dos anillos exteriores de circulación, el primero de los cuales sería la M-30.
No obstante, la construcción de la M-30 no se iniciaría hasta 1970, en dos tramos diferenciados:
- El tramo este, o avenida de la Paz, entre las carreteras de Irún y de Cádiz (A-1 y A-4), que seguía el lecho del arroyo Abroñigal, el cual hubo de ser canalizado y enterrado bajo el trazado de la autopista.
- El tramo oeste, o autopista del Manzanares, entre el puente de los Franceses y la carretera de Cádiz, en su mayor parte construido siguiendo el curso del río Manzanares.

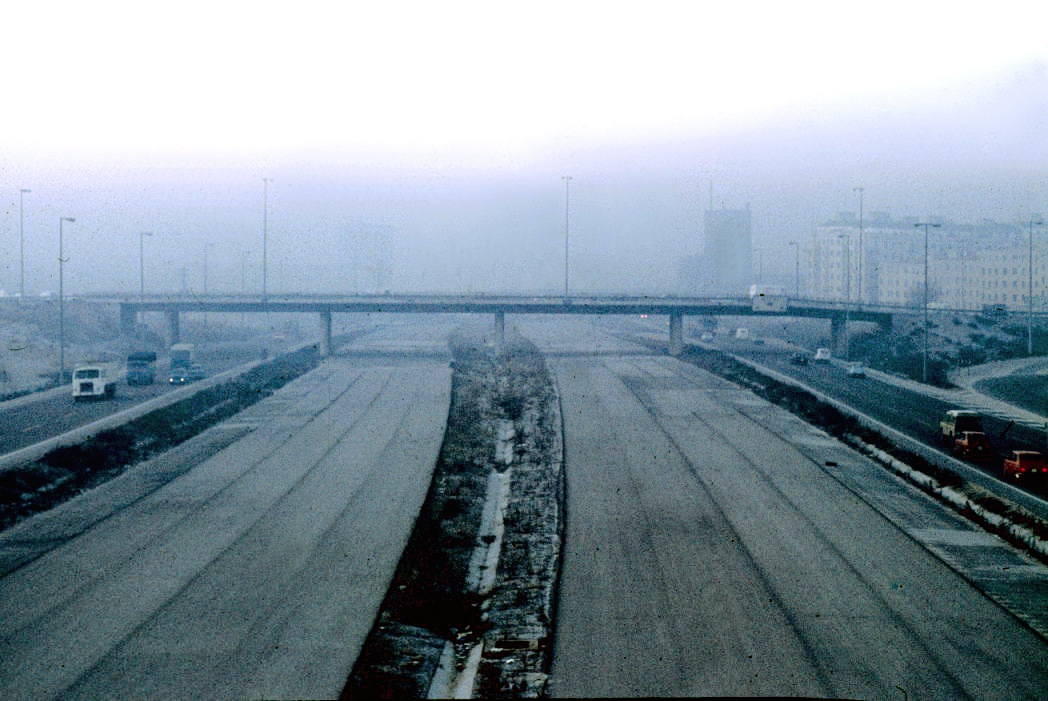
M-30 en 1976, con los carriles centrales aún sin circulación de vehículos

Ambos tramos se unían en el Nudo Sur, y no fueron completados hasta 1974, en el caso del tramo oeste, tras una notable oposición vecinal por discurrir la nueva autopista, en muchos casos, a muy pocos metros de sus casas. Es interesante destacar que, durante los primeros meses posteriores a la inauguración, se produjeron muchos robos de vallas separadoras así como atropellos de vecinos que intentaban cruzar a pie la nueva vía. Hasta la construcción de pasarelas peatonales por encima de la M-30 se instalaron semáforos para los peatones en este tramo.

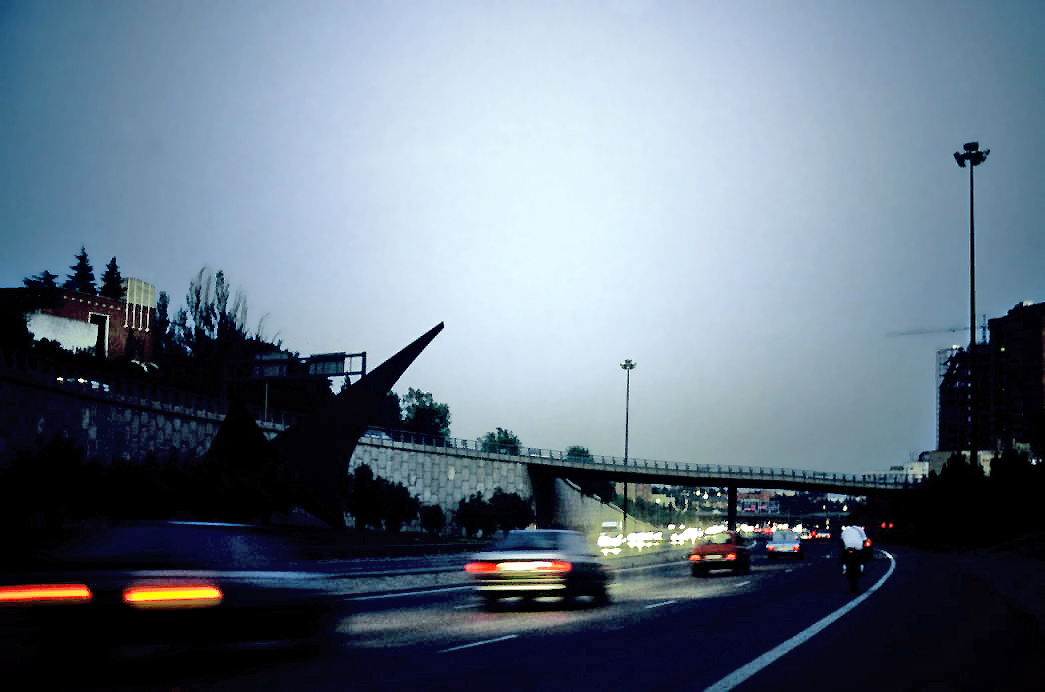
Tramo de la M-30 a finales de la década de 1980 donde aparece la escultura del arquitecto municipal Manuel Herrero Palacios, fundida en los talleres del ayuntamiento, y patinada en fundiciones Capa imitando el bronce.

El cierre norte de la M-30 no se produjo hasta la década de 1990, con una notable modificación del trazado inicialmente previsto (que partía del Nudo de la Paloma, seguía por la calle de Costa Rica y la avenida de Alberto Alcocer y atravesaba la Dehesa de la Villa), el cual fue trasladado hacia el norte, si bien una parte del trazado no tiene características de autopista y es una vía con semáforos (avenida de la Ilustración).

### Madrid Calle 30

#### Proyecto

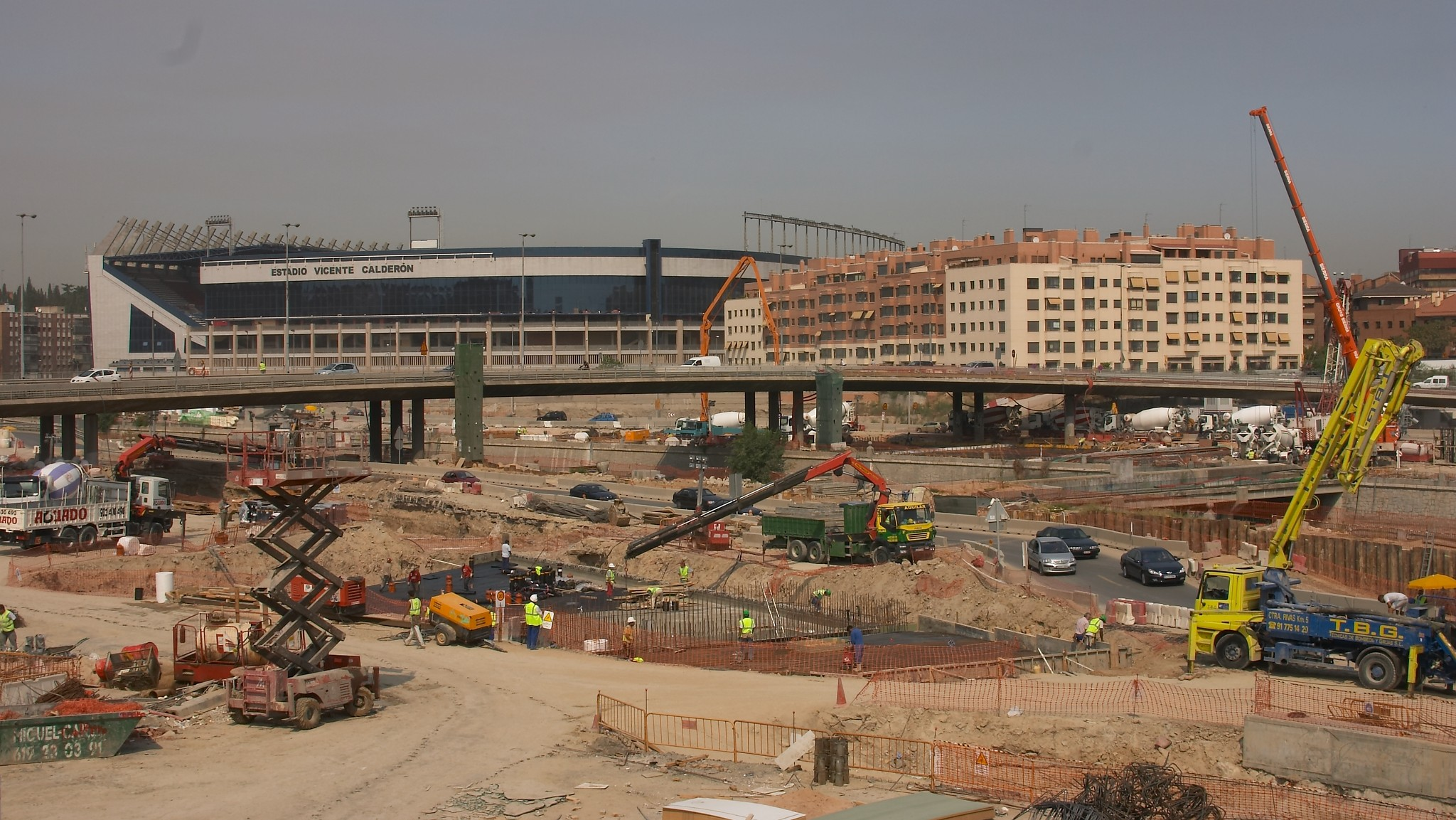
Obras de soterramiento de la M-30 a la altura del Puente de Toledo, septiembre de 2006

El 20 de febrero de 2004 el Consejo de Ministros autorizó la firma de un Convenio entre el Ministerio de Fomento y el Ayuntamiento de Madrid para la cesión al Ayuntamiento de la titularidad de la M-30, así como de los tramos urbanos de otras vías hasta entonces dependientes del Ministerio. Esta cesión permitió al Ayuntamiento comenzar a ejecutar ese mismo año el proyecto Madrid Calle 30, nombre con el que desde entonces también se denomina la empresa mixta que gestiona la vía.

#### Fases del proyecto
El proyecto consistió en diversas actuaciones y modificaciones en la M-30 a lo largo de todo su recorrido, entre las que cobraron una especial significación el soterramiento mediante túneles de la vía a su paso por la ribera del río Manzanares y la construcción del "by-pass Sur", en el que se utilizaron las dos tuneladoras más grandes del mundo (Dulcinea y Tizona).
En concreto, los sectores en los que se dividió el proyecto fueron los siguientes:

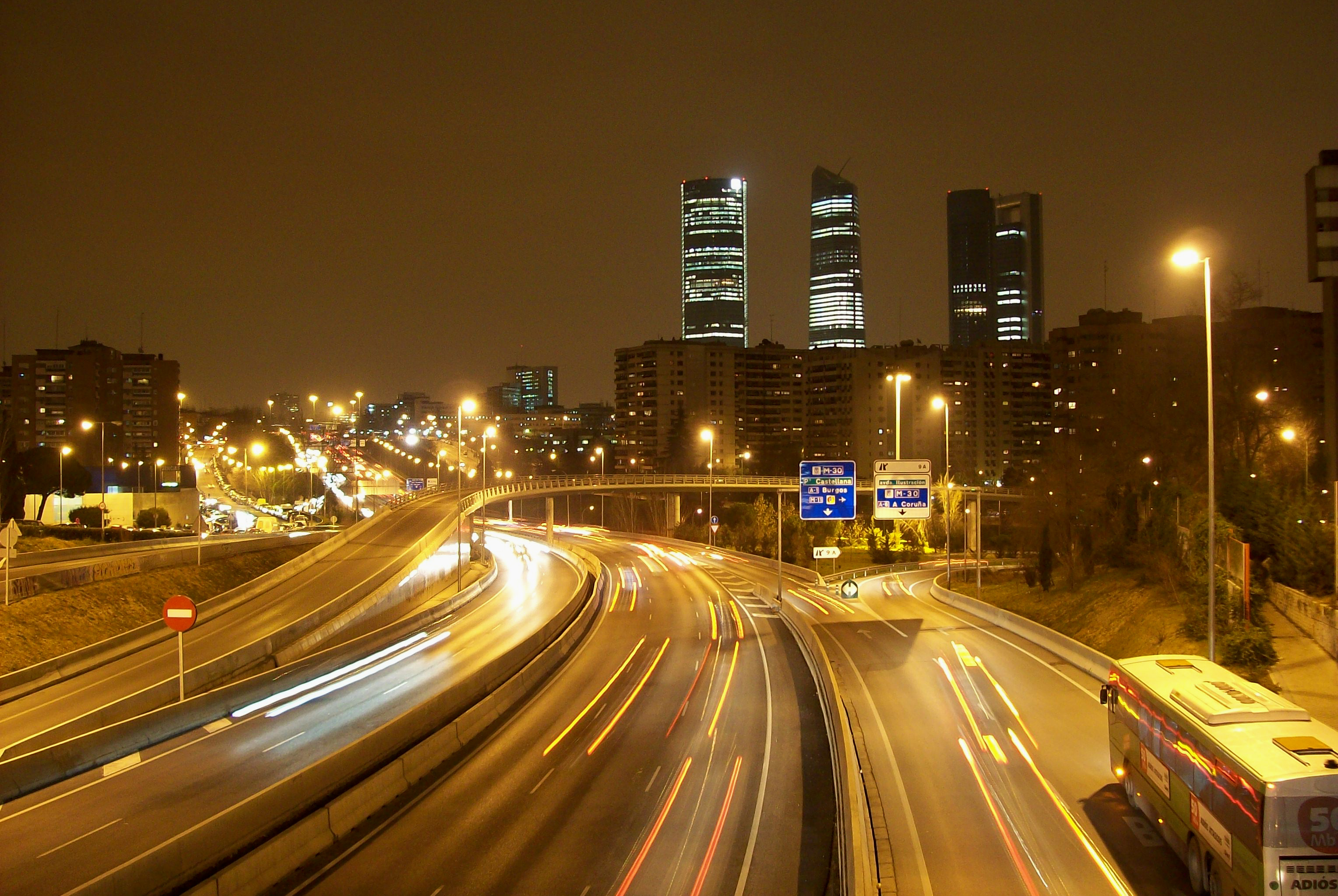
La M-30 cerca del Nudo Norte

| El Sector Norte: desde la A-6 hasta el enlace con la A-1 y la M-11. - Mejora de los enlaces de la M-30 y la avenida de la Ilustración con la M-607. - Ampliación de la calzada a cuatro carriles por sentido en la zona noroeste e instalación de vías de servicio. Mejora del enlace con la M-40. - Construcción de un túnel con cuatro carriles por sentido y un by-pass Norte que conectará mediante sendos túneles este sector con el sector este de la autopista, evitando de esta manera el tramo con semáforos de la avenida de la Ilustración, así como directamente con la A-1. |

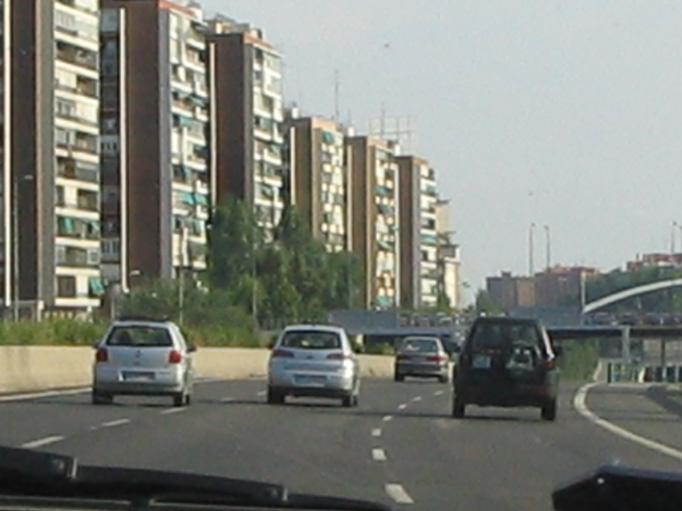
M-30 este

| El Sector Este: desde el Nudo de la Paloma hasta en enlace con la A-3. - Reforma del Nudo de la Paloma. - Reforma del nudo de Costa Rica. - Reforma del nudo con conexión a la A-2. - Reforma del nudo de O'Donnell. - Reforma del nudo con la A-3, que conecta directamente con el by-pass sur hacia la A-5 - Asfaltado y armonización de toda la zona este de la M-30. |

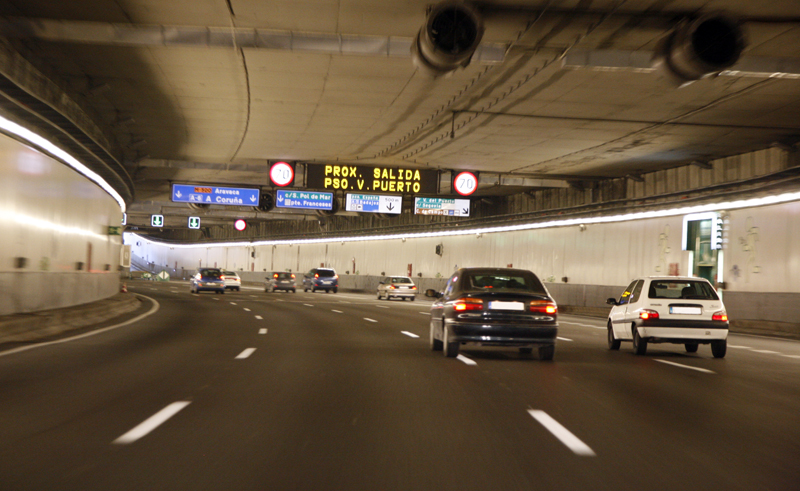
Túnel de la M-30 a la altura del paseo de la Virgen del Puerto

| El Sector Sur: desde el enlace con la A-3 hasta el Nudo Sur. - Creación de un by-pass sur, que permite que los vehículos que procedan de la M-30 dirección A-5 (autovía del Suroeste) y que vayan a la A-3 y viceversa, puedan atajar por este by-pass evitando el nudo sur, que quedaría exclusivamente para los vehículos que se dirigen o proceden de la A-4 o la A-42. - Conexión de la calle Embajadores con la M-40. |

| El Sector Oeste: desde el Nudo Sur hasta el enlace con la A-5. - Soterramiento de la M-30, bajo la ribera del río Manzanares, en un túnel de cuatro carriles por sentido de 9952,7 metros de longitud (5.973,84 metros de tronco principal y 3.978,91 metros de ramales). - Soterramiento de 2,6 km de la A-5, entre la glorieta de San Vicente (enlace con la M-30) y el cruce con el paseo de Extremadura, y acondicionamiento y ajardinamiento de su superficie. |

#### Oposición al proyecto y nulidad

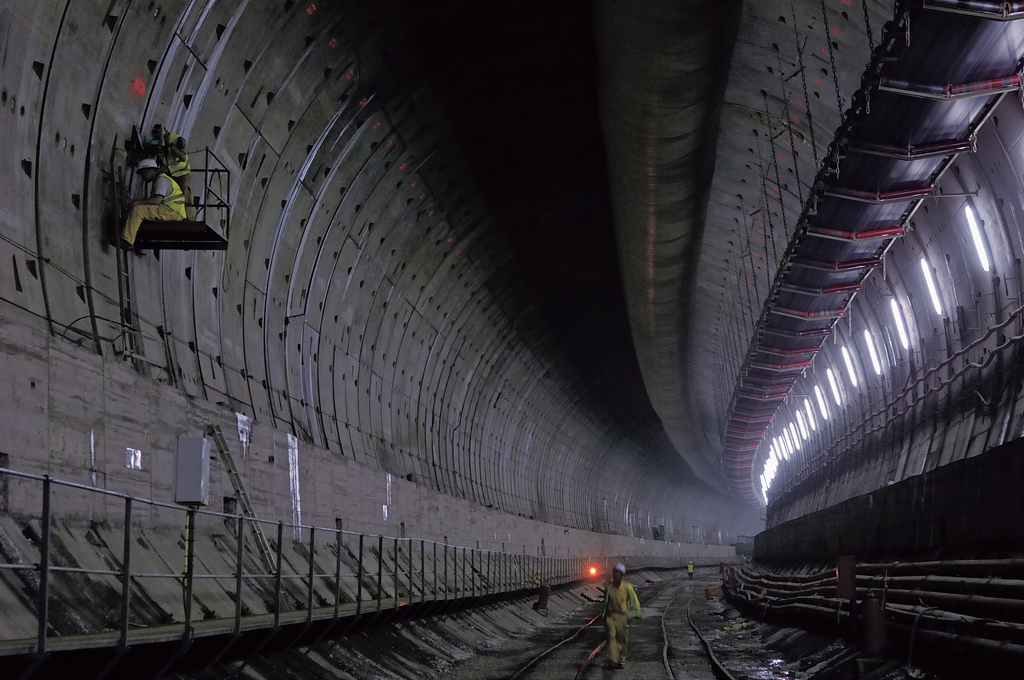
Túnel de la M-30 en construcción

Desde que fue anunciado, el proyecto encontró una fuerte contestación por parte de la oposición política en el Ayuntamiento –PSOE e IU– así como parte de diversas organizaciones ecologistas. Asimismo, con el comienzo de las obras a esta oposición se sumaron diversas asociaciones vecinales. Como parte de dicha oposición, tanto el PSOE como Ecologistas en Acción interpusieron sendos recursos contencioso-administrativos contra los acuerdos del Ayuntamiento por los que se aprobó el proyecto de reforma.

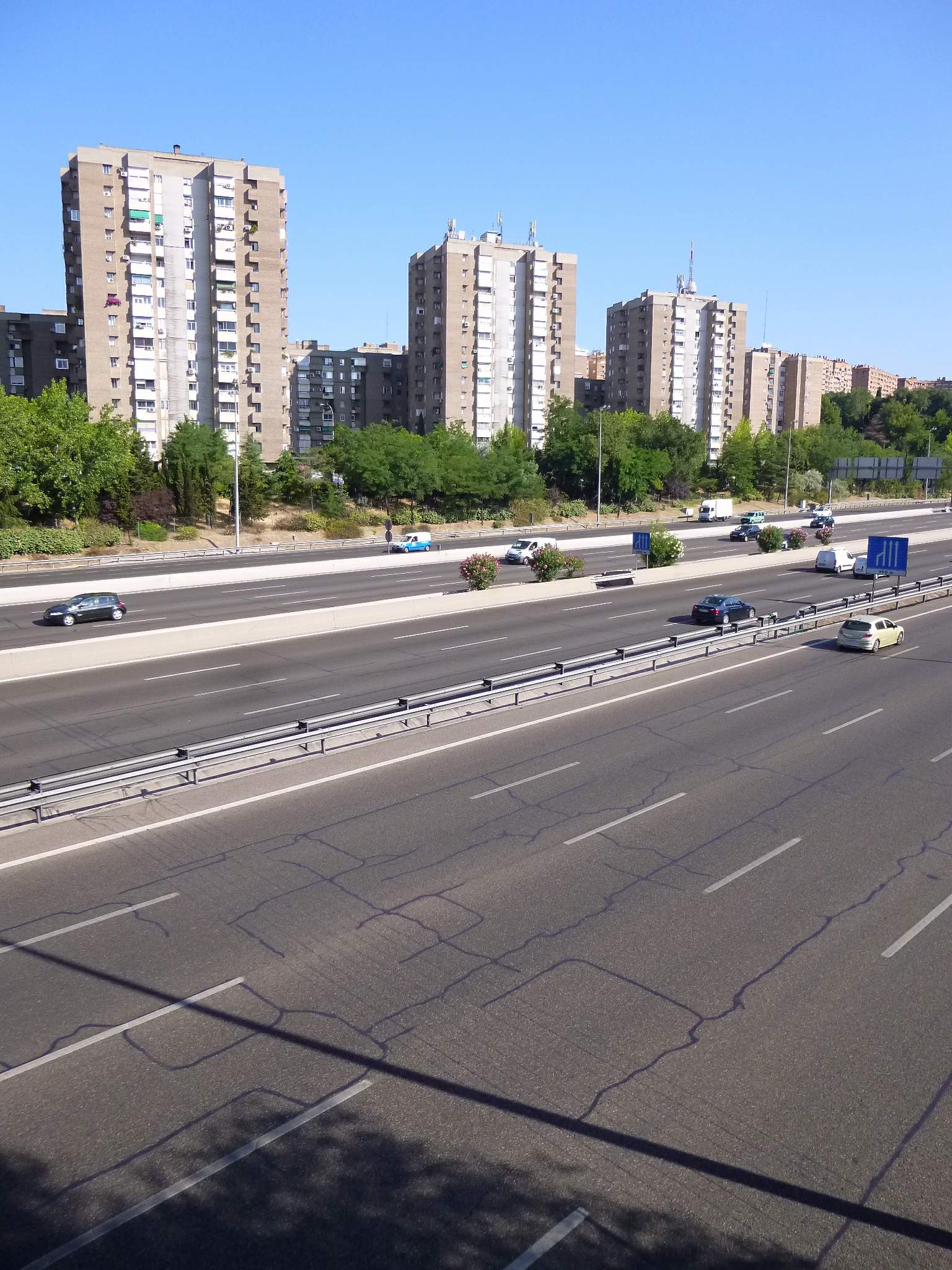
La M-30 a su paso por el distrito de Moratalaz

En el marco del recurso presentado por Ecologistas en Acción, esta organización logró el planteamiento de una decisión prejudicial ante el Tribunal de Justicia de la Unión Europea, el cual, mediante sentencia de 25 de julio de 2008, declaró, frente a la posición del Ayuntamiento de Madrid, que la Directiva 85/337/CEE del Consejo, de 27 de junio de 1985, relativa a la evaluación de las repercusiones de determinados proyectos públicos y privados sobre el medio ambiente, en su versión modificada por la Directiva 97/11/CE del Consejo, de 3 de marzo de 1997, sí debía aplicarse a proyectos de la naturaleza del de Madrid Calle 30. Es decir, independientemente de que el ámbito por el cual transcurriría la autopista tras la ejecución del proyecto es una zona urbana consolidada, resultaba obligado para el Ayuntamiento elaborar una Declaración de Impacto Ambiental de las obras sobre dicho ámbito, y lo cierto es que el proyecto se aprobó sin dicha declaración.
Como consecuencia de esta decisión prejudicial, y tras una sentencia en primera instancia en el recurso interpuesto por Ecologistas en Acción desfavorable a las tesis del Ayuntamiento, junto con otras resoluciones contradictorias en dicha instancia, en marzo de 2011 el Tribunal Superior de Justicia de Madrid estimó en dos sentencias de 15 de marzo y 22 de marzo que la resolución por la que se aprobó el proyecto era nula de pleno Derecho, por haber omitido un trámite esencial del procedimiento como es la Declaración de Impacto Ambiental.
Esta resolución no tiene, sin embargo, consecuencias prácticas, puesto que, a la fecha en que fue emitida, el proyecto estaba concluido.

#### Inauguraciones y Parque Madrid Río

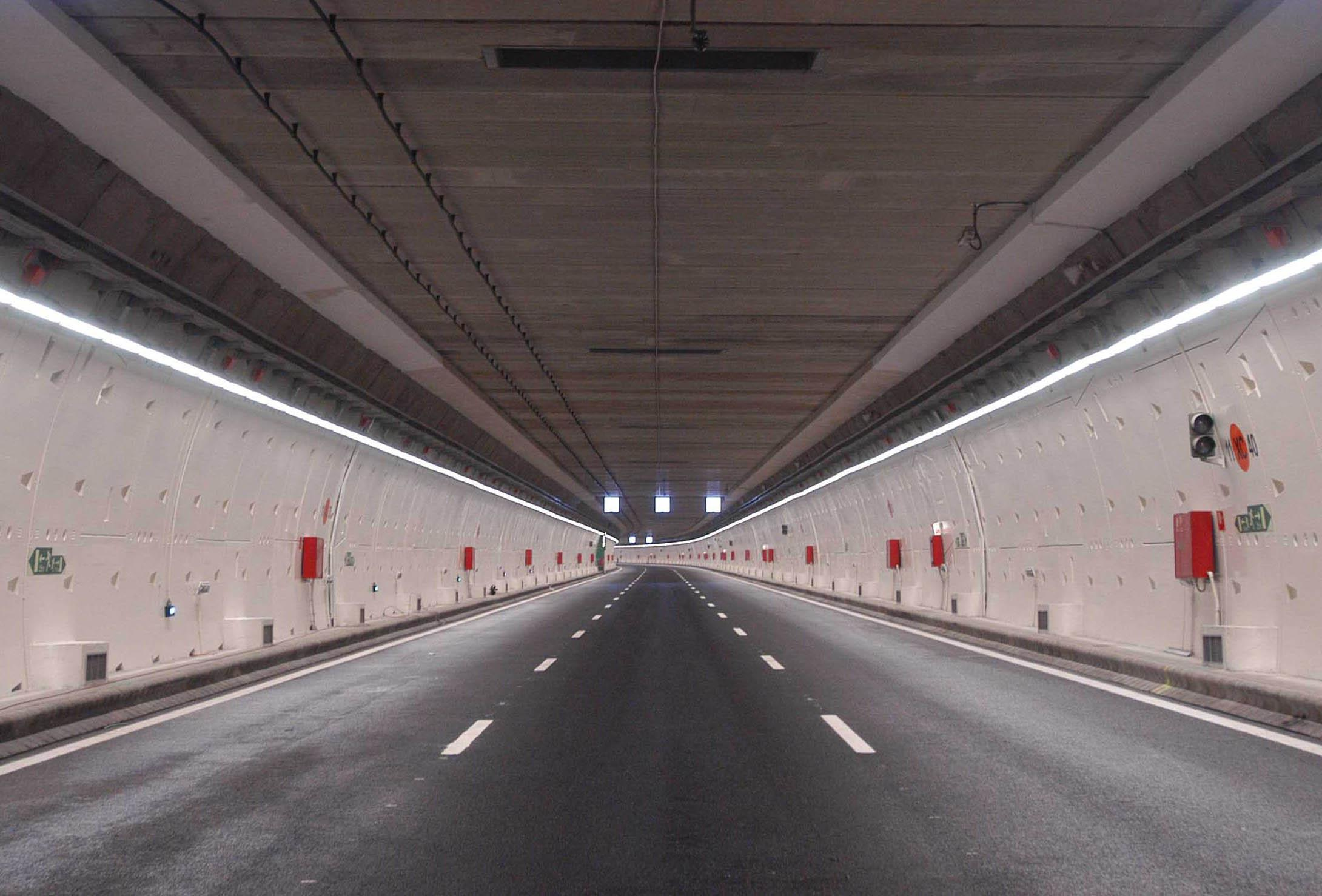
Túnel de la M-30 sin vehículos

El proyectó se inauguró en diversas fases en 2007, si bien a la fecha no han comenzado las obras del denominado «by-pass Norte», que unirá de forma soterrada el sector Este (avenida de la Paz) con el sector Norte (avenida de la Ilustración) de la vía, ni la conexión directa, igualmente en túnel, entre la zona norte de la M-30 y la A-1, todo ello a la espera de una resolución definitiva de la operación urbanística denominada Operación Chamartín, con cuyas obras interferiría la ejecución de los túneles proyectados.
Tras la conclusión de las obras, se puso en marcha la ejecución el proyecto de ajardinamiento de la superficie liberada por las calzadas del sector Oeste paralelas al río Manzanares que fueron soterradas (parque Madrid Río). Estas obras concluyeron, en distintas fases, entre los años 2010 y 2011.

#### Calle 30 Natura
El ayuntamiento de Madrid de José Luis Martínez-Almeida lanzó en 2023 un proyecto piloto de instalación de jardines verticales en los laterales de la M-30, llamado Calle 30 Natura. Se realizó en 400 m de esta vía entre las glorietas de Mariano Salvador Maella y de Nueva Zelanda con una inversión de 3,8 millones de euros. El proyecto tiene por objetivo reducir las emisiones de CO2, amortiguar el efecto isla de calor, reverdecer la ciudad, luchar contra los grafitis no autorizados y hacer el trayecto más agradable a la vista. La instalación cuenta con sensores para conocer el impacto de la infraestructura en el entorno urbano y la contaminación, así como comparar los datos de CO, CO2, NO, NO2 y PM con los de otras áreas.

## Tramos
| Denominación | Tramo | Kilómetros  | Año servicio / Estado (2025) |
| ------------ | --- | ----------- | --- |
| M-30         | Sector A-1 Nudo de Manoteras - A-2 Avenida de América Tramo original: Nudo de Manoteras Remodelación: Nudo de la Paloma Tramo original: Nudo de Cuzco Remodelación: Nudo de Costa Rica | 4,6         | 1976 1975 2006 1977 2005 |
| M-30         | Sector A-2 Avenida de América - A-3 Plaza Conde de Casal Tramo original (parcial) con carriles laterales sin centrales Enlace y puente original de Ventas Tramo ampliado (completo) con los carriles centrales Nuevo puente y remodelación enlace de Ventas Remodelación: Nudo de Avenida de América Ampliación zona de enlace de Ventas (sentido Norte) Ampliación zona de enlace de Ventas (sentido Sur) Remodelación: Nudo de O'Donell | 4,4         | 3 carriles laterales: 1974 4 carriles por sentido: 1974 3 carriles centrales: 1976 3 carriles centrales + 2 carriles laterales: 1998 2005 3 carriles laterales: 2005 4 carriles centrales: 2005 2005       |
| M-30         | Sector A-3 Plaza Conde de Casal - A-4 Nudo Sur Tramo original (parcial) con carriles laterales sin centrales Tramo ampliado (completo) con los carriles centrales Nuevo acceso: Túnel acceso a la A-3 Remodelación: Nudo de la A-3 Tramo original: Viaducto de Puente de Vallecas Tramo ampliado: Viaducto de Puente de Vallecas | 3,3         | 3 carriles laterales: 1974 3 carriles centrales: 1976 2006 2007 3 carriles por sentido: 1976 4 carriles por sentido: 1993                                                                                  |
| M-30         | By-pass Sur ( A-3 - A-42 ) Tramo: Túnel Norte Tramo: Túnel Sur | 7,5 4,2     | 2007 |
| M-30         | Sector A-4 Nudo Sur - A-5 Avenida de Portugal Tramo original: Nudo Sur Remodelación: Nudo Sur Soterramiento Nudo Sur - Estadio Vicente Calderón (sentido Norte) Soterramiento Estadio Vicente Calderón - Marqués de Monistrol (sentido Norte) Soterramiento Marqués de Monistrol - Nudo Sur (sentido Sur) Soterramiento Antiguo Estadio Vicente Calderón (sentido Norte)                                                                  | 5,5         | 1974 1985 2007 2022 |
| M-30         | Sector A-5 Avenida de Portugal - A-6 Puerta de Hierro Tramo original: Enlace Puente del Rey Soterramiento de la avenida de Portugal (sentido entrada) Soterramiento de la avenida de Portugal (sentido salida) Soterramiento Cuesta de San Vicente con la avenida de Portugal Tramo: Nudo del Puente de los Franceses Tramo original: A-5 Avenida de Portugal - M-500 Tramo ampliado: A-5 Avenida de Portugal - M-500                     | 4,7         | 1990 1978 2007 2006 2007 1990 2 carriles por sentido: 1967 3 carriles por sentido: 1991 |
| M-30         | Sector A-6 Puerta de Hierro - M-605 Nudo de la Zarzuela Tramo: Nudo de la Puerta de Hierro Remodelación de la zona Noroeste | 2,3         | 1991 1990 2006 |
| M-30         | Sector M-605 Nudo de la Zarzuela - Avenida de Ilustración Remodelación de la zona Noroeste | 3,1         | 1992 2006 |
| M-30         | Sector Avenida de Ilustración - M-607 Nudo La Paz | 1,7         | 1988 |
| M-30         | Sector M-607 Nudo La Paz - A-1 Nudo de Manoteras Subtramo original: Sector M-607 Nudo de La Paz - Nudo Norte Subtramo original: Sector M-607 Nudo de La Paz - Nudo Norte Remodelación: Nudo de La Paz (conexión con la M-607 ) Subtramo original: Sector Nudo Norte - A-1 Nudo de Manoteras Nuevo viaducto de Nudo de La Paz (sentido Este) Remodelación: Sector Nudo Norte - A-1 Nudo de Manoteras                                       | 0,9 1 0,2 1 | 2 carriles por sentido (provisional): 1966 2 carriles por sentido (completo): 1968 3 carriles por sentido: 2006 3 carriles por sentido: 1975 2 carriles por sentido: 2022 5 a 6 carriles por sentido: 2022 |
|              | By-pass Norte ( Avenida de Monforte de Lemos - Nudo de la Paloma ) Tramo: Túnel Oeste Tramo: Túnel Este | 3           | Pendiente del inicio de obras (pendiente inicio de obras de Madrid Nuevo Norte) |

## Edificios notables en torno a la M-30
Varios edificios singulares de Madrid se sitúan en torno a la M-30, bien porque esta carretera se construyó en torno a ellos, o bien porque estos fueron construidos a posteriori junto a esta vía para darles visibilidad y un emplazamiento fácilmente reconocible.
En sentido horario desde el Nudo de Manoteras:
- Instituto de Ciencias de la Construcción Eduardo Torroja
- Dirección General de Industria, Energía y Minas
- Cámara de Comercio de Madrid
- Tanatorio de la M-30
- Centro Cultural Islámico y Mezquita de Madrid, popularmente conocida como la "Mezquita de la M-30"
- Plaza de toros de Las Ventas
- Torrespaña
- Centro Comercial Moratalaz
- Terminal de mercancías Abroñigal
- Matadero Madrid
- Ermita de la Virgen del Puerto
- Jardines del Palacio Real de Madrid
- Estación de Príncipe Pío
- Jardines del Palacio de La Moncloa
- Facultad de Veterinaria de la Universidad Complutense de Madrid
- Real Club Puerta de Hierro
- Centro Comercial La Vaguada
- Hospital Ramón y Cajal
- Hospital Universitario La Paz

## La M-30 en la cultura
La M-30 aparece en numerosas películas ambientadas en Madrid. Una muy característica es ¿Qué he hecho yo para merecer esto? de Pedro Almodóvar.
En literatura, es el escenario protagonista de la obra de Esther García Llovet La M-30, gran velada.